# В.Сильвестров (фільм)
«В.Сильвестров» (англ. V.Silvestrov) — повнометражний документальний фільм режисера Сергія Буковського, присвячений постаті українського композитора Валентина Сильвестрова. Стрічка складається із трьох частин (Вірус виразності, Зона пам'яті, Alleluia), кожна з яких присвячена певному періоду творчості композитора. Фільмування тривали з січня по червень 2019 року.
Займає 88-89 позицію у списку 100 найкращих фільмів в історії українського кіно.

## Частина 1. Вірус виразності
Документує процес студійного запису та репетицій хорових творів Валентина Сильвестрова. Перфекціонізм та прискіпливість маестро перетворюють репетиційний процес на справжнє випробування для музикантів.

## Частина 2. Зона пам'яті
Розлога бесіда композитора із Сергієм Буковським. Тут розгортається простір спогадів Сильвестрова: дитинство за часів Другої світової війни, перші фортепіанні твори, непорозуміння із батьком, скандальне виключення зі Спілки композиторів та авангардні пошуки за часів офіційного курсу на тотальний соцреалізм.

## Частина 3. Alleluia
Лютеранська кірха Святої Катерини в Києві, триває генеральна репетиція дитячого хору «Щедрик». Звучить Alleluia — один із найвідоміших хорових творів Валентина Сильвестрова. Зустріч досвідченого маестро із юними музикантами відкриває неочікувані грані характеру композитора — він вимогливий, непохитний і дещо розгублений водночас.